# جو إل. سميث
جو إل. سميث (بالإنجليزية: Joe L. Smith)‏ هو محرر وسياسي أمريكي، ولد في 22 مايو 1880 في Glen Daniel, West Virginia ‏ في الولايات المتحدة، وتوفي في 23 أغسطس 1962 في بيكلي في الولايات المتحدة. نشط حزبياً في الحزب الديمقراطي. وقد انتخب عضو مجلس ولاية فيرجينيا الغربية وانتخب عضو مجلس النواب الأمريكي.